# نادي تراكاي
نادي تراكاي لكرة القدم (Futbolo Klubas Trakai) هو نادي كرة قدم ليتواني تأسس سنة 2005. يلعب حالياً في دوري الدرجة الأولى الليتواني.

## وصلات خارجية
- الموقع الرسمي